# 섬꿩고사리
섬꿩고사리(학명: Plagiogyria japonica)는 꿩고사리속에 속하는 상록 다년생 양치식물의 일종으로, 한국·일본·중국·대만 등지에 분포한다. 한국에서는 제주특별자치구 서귀포시·남원읍 계곡에 아주 드물게 서식하는 종이다.